# La Mission (Le Mans)
Pour les articles homonymes, voir La Mission.
La Mission est une place historique de la ville du Mans.

## Situation et accès
Son nom exact et géographique est « place George-Washington ». Elle est communément appelée « la Mission » ou « place Jeanne-d'Arc » par les habitants. Elle se situe au Sud du centre-ville et coupe les quartiers Bollée et Jaurès.
La place accueille un marché local plusieurs jours par semaine. Des commerces de proximité s'y trouvent.

## Historique
L'historique de la place est intimement liée à celle de l'église Sainte-Jeanne-d'Arc, autrefois hôpital de Coëffort, bâti par la dynastie Plantagenêt à la fin du XIIe siècle. C'est grâce à cet édifice, transformé en grange au XIXe puis réhabilité au XXe que la place concentrera un conglomérat de premières habitations. La place sera toujours située sur une route très empruntée. Au niveau local, elle sera toujours le lieu de passage des commerçants venant du sud de la province pour se rendre au marché de la capitale du Maine. Au niveau national, elle est un lieu de repos pour les pèlerins qui approchent du Mans afin d'effectuer le pèlerinage vers les reliques de saint Liboire.

## Bâtiments remarquables et lieux de mémoire
- Les lycées Touchard et Washington sont situés sur la place.
- Aussi nommée place Washington, elle accueille une statue en hommage à Alfred Chanzy et à la deuxième Armée de la Loire, protagonistes de la bataille du Mans contre les Prussiens en 1871.

Cette statue, fut déplacée de la place de la République vers le quartier Jaurès le 20 février 1970.